# Kazuki Nakajima
Kazuki Nakajima (Japans: 中嶋一貴 Nakajima Kazuki) (Okazaki (Aichi), 11 januari 1985) is een Japanse autocoureur en de zoon van voormalig Formule 1-coureur Satoru Nakajima. Zelf was hij tussen 2007 en 2009 ook actief in de Formule 1 voor het team van Williams. Momenteel is hij actief in de Super Formula voor het team van TOM's en in het FIA World Endurance Championship (WEC) voor Toyota. In 2012 en 2014 werd hij kampioen in de Super Formula. In 2018 en 2019 won hij de 24 uur van Le Mans met zijn teamgenoten Sébastien Buemi en Fernando Alonso; tevens werd het trio kampioen in het seizoen 2018-19 van het WEC.

## Carrière

### 2007
Vanaf 2007 is hij testcoureur voor het team van Williams, maar op 9 oktober 2007 maakt teambaas Frank Williams bekend dat hij de laatste race van het seizoen 2007 de vertrokken Alexander Wurz mag vervangen. Tevens is hij een van de kandidaten voor een stoeltje bij het team voor 2008. Daarnaast wordt hij in verband gebracht voor een zitje bij het team van Toyota waar een plaatsje vrij is gekomen aangezien Ralf Schumacher in 2008 niet meer voor Toyota rijdt.
Nakajima reed op 21 oktober 2007 tijdens de seizoensafsluiter in Brazilië tijdens zijn pitstop twee monteurs van zijn pitcrew omver. Gelukkig waren de monteurs niet ernstig gewond en konden ze na een bezoekje aan het medical center weer terug naar hun collega's.

### 2008
In 2008 was Nakajima tweede coureur van het Williams F1-team zijn, naast Nico Rosberg. In de GP van Australië eindigt Nakajima zesde en laatste, door de vele uitvallers. Teamgenoot Nico Rosberg scoort een derde plaats. In Spanje en in Monaco pakt hij een zevende plaats, in de GP van Engeland een achtste. Zijn laatste punt pakt hij in Singapore. Hij maakte een goede indruk in zijn debuutseizoen, vooral omdat hij een betrouwbare coureur is. Hij viel maar twee keer uit. Hij eindigt het seizoen als vijftiende, met 9 punten.

### 2009
In 2009 was Nakajima tweede coureur van het Williams F1-team, naast Nico Rosberg. In de GP van Australië crasht Nakajima in de muur. In China en Bahrein valt hij uit met technische problemen. In Monaco rijdt hij twee ronden voor het einde in de bandenstapels bij Mirabeau. Het seizoen van 2009 wordt voor Nakajima vooral gekenmerkt met veel pech, terwijl hij toch vooruitgang boekt ten opzichte van 2008. Als bekend wordt dat Williams in 2010 afscheid neemt van Toyota als motorenleverancier, wordt snel duidelijk dat Nakajima zijn plaats zal kwijtraken.

### 2010
Er was het gerucht dat Nakajima zou rijden voor het misschien debuterende team Stefan Grand Prix, maar dat team verscheen nooit en daardoor verdween ook Nakajima uit de Formule 1

## Formule 1-carrière
| Jaar/Jaren    | Team     |
| ------------- | -------- |
| 2007 t/m 2009 | Williams |

|                       | 2007 | 2008 | 2009 | Totaal |
| --------------------- | ---- | ---- | ---- | ------ |
| Aantal races          | 1    | 18   | 17   | 24     |
| Aantal zeges          | 0    | 0    | 0    | 0      |
| Aantal pole-positions | 0    | 0    | 0    | 0      |
| Aantal podiumplaatsen | 0    | 0    | 0    | 0      |
| Aantal WK-punten      | 0    | 9    | 0    | 9      |
| Eindstand WK          | 22   | 15   | 20   |        |

### Totale Formule 1-resultaten
| Seizoen | Inschrijving  | Chassis       | Motor                | 1      | 2      | 3      | 4      | 5      | 6      | 7      | 8      | 9      | 10     | 11     | 12     | 13     | 14     | 15     | 16     | 17     | 18     | Pos | Punten |
| ------- | ------------- | ------------- | -------------------- | ------ | ------ | ------ | ------ | ------ | ------ | ------ | ------ | ------ | ------ | ------ | ------ | ------ | ------ | ------ | ------ | ------ | ------ | --- | ------ |
| 2007    | AT&T Williams | Williams FW29 | Toyota RVX-07 2.4 V8 | AUS TC | MAL TC | BHR    | ESP    | MON    | CAN TC | USA TC | FRA    | GBR    | EUR    | HUN    | TUR    | ITA    | BEL    | JPN    | CHN TC | BRA 10 |        | 22  | 0      |
| 2008    | AT&T Williams | Williams FW30 | Toyota RVX-08 2.4 V8 | AUS 6  | MAL 17 | BHR 14 | ESP 7  | TUR NF | MON 7  | CAN NF | FRA 15 | GBR 8  | GER 14 | HUN 13 | EUR 15 | BEL 14 | ITA 12 | SIN 8  | JPN 15 | CHN 12 | BRA 17 | 15  | 9      |
| 2009    | AT&T Williams | Williams FW31 | Toyota RVX-09 2.4 V8 | AUS NF | MAL 12 | CHN NF | BHR NF | ESP 13 | MON 15 | TUR 12 | GBR 11 | GER 12 | HUN 9  | EUR 18 | BEL 13 | ITA 10 | SIN 9  | JPN 15 | BRA NF | ABU 13 |        | 20  | 0      |